# 韋爾西尼基亞峰
78°17′38″S 85°48′11″W / 78.29389°S 85.80306°W

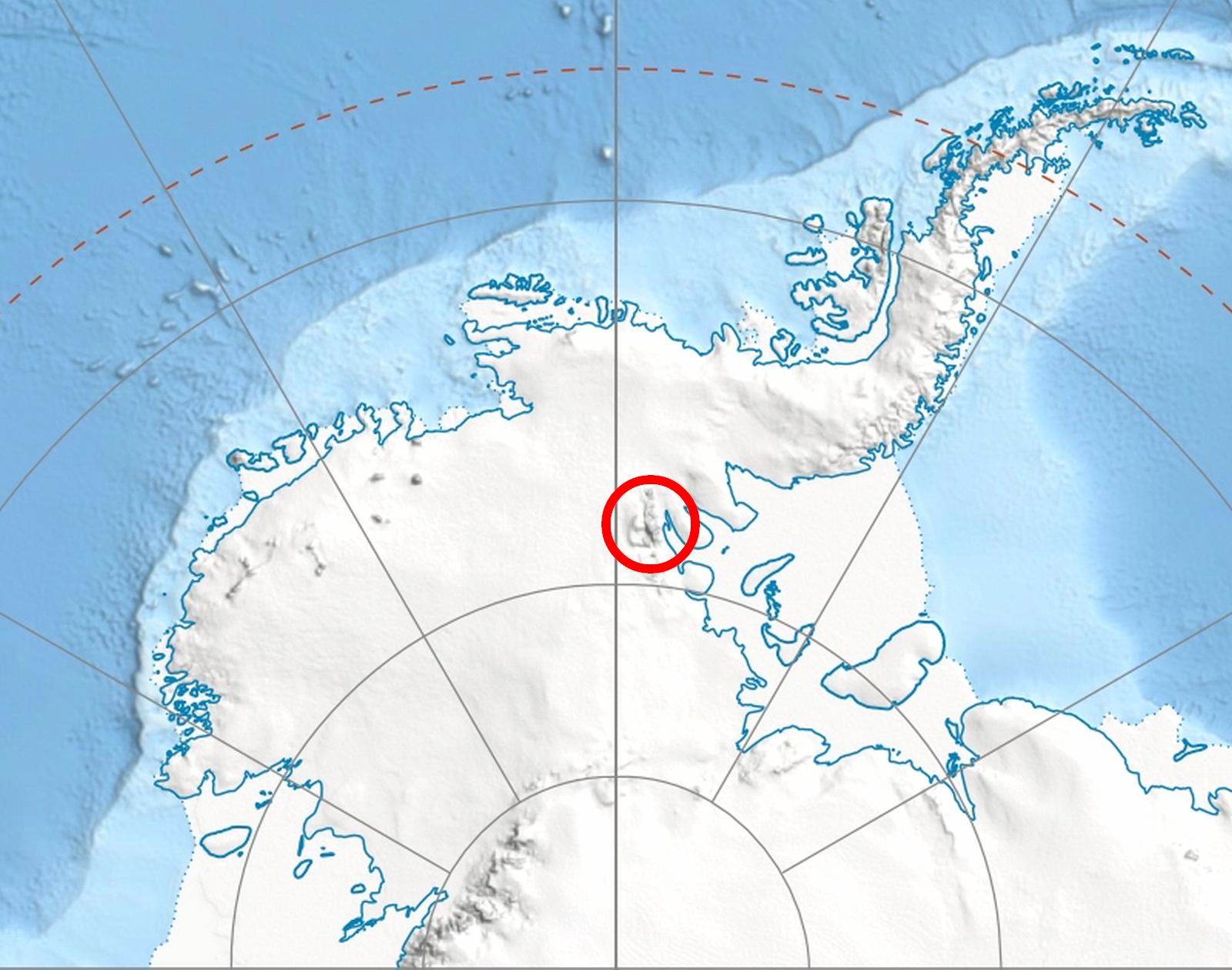

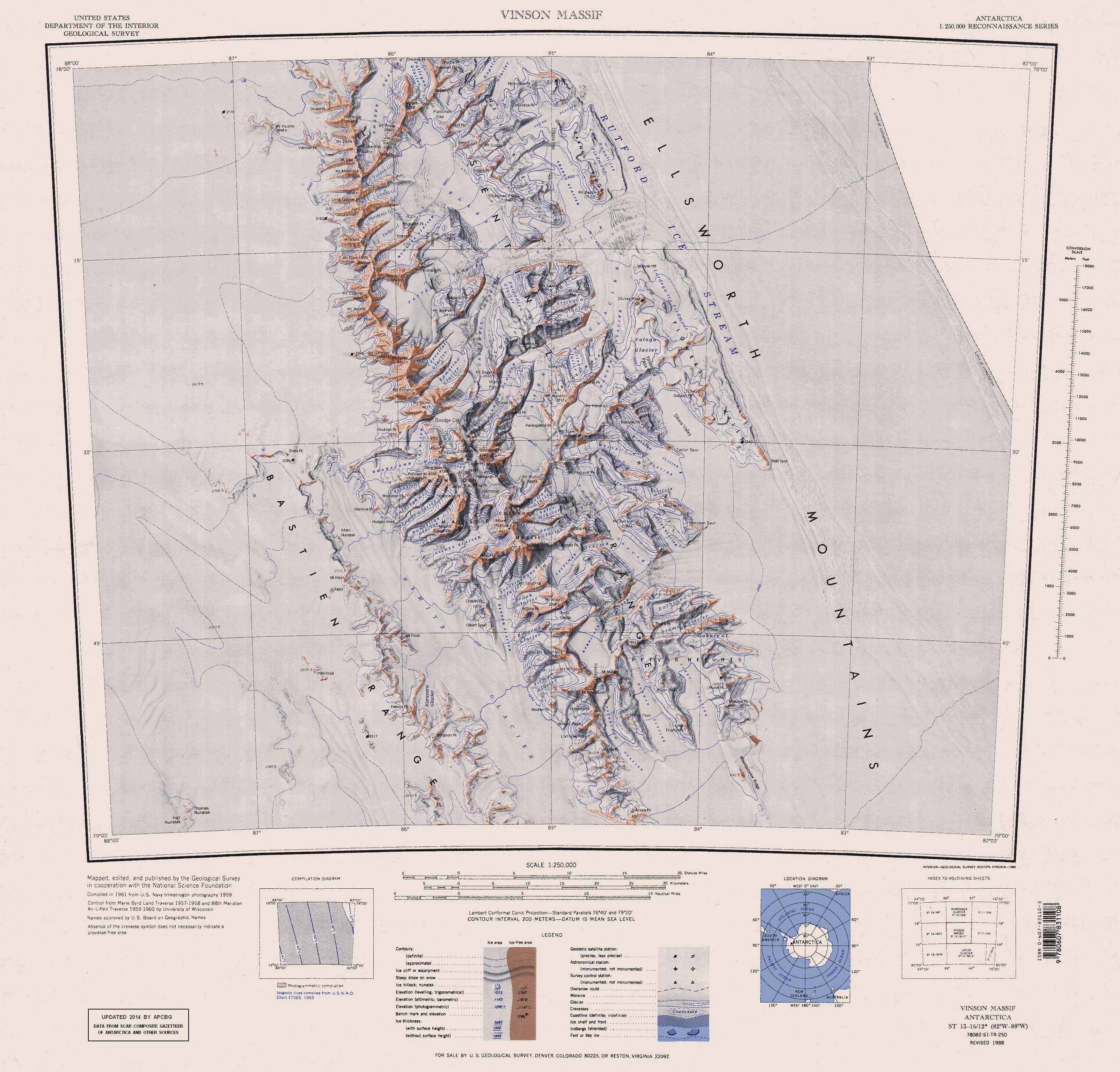

韋爾西尼基亞峰（Versinikia Peak），是南極洲的山峰，位於埃爾斯沃思地，處於熊皮山西北面8.53公里，屬於埃爾斯沃思山脈中森蒂納爾嶺的一部分，海拔高度2,900米，以保加利亞的東南部城堡命名，現時由南極條約體系管理。